# Drepane
Drepane är ett släkte av fiskar. Drepane ingår i familjen Drepaneidae.
Arterna förekommer i västra Stilla havet samt i Indiska oceanen och Atlanten vid västra Afrika. Drepane longimana och Drepane punctata är kanske samma art. Det vetenskapliga namnet är bildat av det grekiska ordet drepane (skära).
Drepane är enda släktet i familjen Drepaneidae.
Arter enligt Catalogue of Life:
- Drepane africana
- Drepane longimana
- Drepane punctata